# インデペンデンシア市
インデペンデンシア市（インデペンデンシアし、スペイン語 Municipio Independencia）は、ベネズエラのミランダ州にある市である。市庁所在地はサンタテレサデルトゥイ。面積284km²、2001年調査による人口は12万6,999人。

## 地理
ミランダ州中部、トゥイ川が作るトゥイの谷にある。トゥイ川は市の北部を西から東に抜ける。南部はインテリオル山地の北側の丘陵地である。中心都市サンタテレサデルトゥイは、トゥイ川の北岸に位置する。
- 川 - トゥイ川、グアイレ川
- 湖 - タグアシタ湖（ダム湖）

### 構成する区と中心となる町
2区。北西部の小さなエルカルタナル区と、市域の大部分を占めるサンタテレサデルトゥイ区がある。
- エルカルタナル区 - エルカルタナル
- サンタテレサデルトゥイ区 - サンタテレサデルトゥイ

### 隣接する市
- ミランダ州 - アセベド市、クリストバルロハス市、シモンボリバル市、パスカスティジョ市、ランデル市